# بن لار
بن لار، روستایی در دهستان زیودار بخش مرکزی شهرستان معمولان در استان لرستان ایران است. این روستا، مرکز دهستان زیودار است.

## جمعیت
بر پایه سرشماری عمومی نفوس و مسکن در سال ۱۳۹۵، جمعیت این روستا برابر با ۱٬۵۰۰ نفر (۴۰۰ خانوار) بوده‌است.